# Jonathan Coe
Jonathan Coe, född 19 augusti 1961 i Bromsgrove, är en engelsk författare.
Förutom romaner har han skrivit monografier över James Stewart och Humphrey Bogart.
Han debuterade 1987 med romanen The Accidental Woman, men hans riktiga genombrott kom med den fjärde romanen What a Carve Up! 1994.

### Romaner
- 1987 – The Accidental Woman
- 1989 – A Touch of Love
- 1990 – The Dwarves of Death
- 1994 – What a Carve Up! or The Winshaw Legacy
  - På svenska 1995: ”Huggsexa” (översättning Nille Lindgren)
- 1997 – The House of Sleep
  - På svenska 1998: ”Sömnkliniken” (översättning Nille Lindgren)
- 2001 – The Rotters' Club
- 2004 – The Closed Circle
- 2007 – The Rain Before It Falls
- 2010 – The Terrible Privacy of Maxwell Sim
- 2013 – Expo 58
- 2015 – Number 11

## Barnböcker
- 2011 – La storia di Gulliver
- 2012 – Lo specchio dei desideri

## Fackböcker
- 1991 – Humphrey Bogart: Take It and Like It
- 1994 – James Stewart: Leading Man
- 2004 – Like a Fiery Elephant: The Story of B.S. Johnson